# Liste der denkmalgeschützten Objekte in Niederleis
Die Liste der denkmalgeschützten Objekte in Niederleis enthält die 13 denkmalgeschützten, unbeweglichen Objekte der niederösterreichischen Gemeinde Niederleis im Bezirk Mistelbach.

## Denkmäler
| Foto |                 | Denkmal                                                              | Standort                                                   | Beschreibung | Metadaten |
| ---- | --------------- | -------------------------------------------------------------------- | ---------------------------------------------------------- | --- | --- |
| ja   | Datei hochladen | Ortskapelle hl. Kreuz HERIS-ID: 89312 Objekt-ID: 103933              | Hauptstraße 29, gegenüber Standort KG: Helfens             | Bis 1924 stand am Waldrand östlich der Ortschaft eine Holzkapelle. 1926 wurde sie durch einen Steinbau ersetzt. | BDA-Hist.: Q37733086 Status: § 2a Stand der BDA-Liste: 2025-06-30 Name: Ortskapelle hl. Kreuz GstNr.: 67                                                           |
| ja   | Datei hochladen | Glockenstuhl HERIS-ID: 89311 Objekt-ID: 103932                       | Standort KG: Kleinsitzendorf                               | Die Kapelle, eigentlich ein Glockenturm, musste bereits zweimal aufgrund von Neutrassierungen der Bundesstraße 40 den Standort wechseln. 1995 wurde sie auf den jetzigen Platz versetzt. Die verschwundene Glocke wurde von den Dorfbewohnern neu angeschafft. | BDA-Hist.: Q37733063 Status: § 2a Stand der BDA-Liste: 2025-06-30 Name: Glockenstuhl GstNr.: 18/1                                                                  |
| ja   | Datei hochladen | Pfarrhof HERIS-ID: 5449 Objekt-ID: 1317                              | Kirchengasse 134 Standort KG: Niederleis                   | Der Pfarrhof östlich der Kirche ist ein barocker, zweigeschoßiger Bau aus der zweiten Hälfte des 18. Jahrhunderts mit neu gestalteter Fassade. Er ist durch ein Sattelbogenportal mit Steingewände und rechteckigem Aufsatz zugänglich. Im Erdgeschoß befinden sich Platzl- und Tonnengewölbe und im Obergeschoß Stuckdecken. Das barocke Stiegenhaus verfügt über eine mit Vasen und Putten geschmückte Steinbalustrade. | BDA-Hist.: Q37833045 Status: § 2a Stand der BDA-Liste: 2025-06-30 Name: Pfarrhof GstNr.: 77                                                                        |
| ja   | Datei hochladen | Bildstock HERIS-ID: 89310 Objekt-ID: 103931                          | Grafensulzer Straße 323, gegenüber Standort KG: Niederleis | Das Schuster-Marterl wird zusammen mit dem Bäckermarterl zu den ältesten Baudenkmälern in Niederleis gezählt. Über die genaue Bauzeit und den Anlass der Errichtung ist jedoch nichts bekannt. Nachdem der Bildstock bei Kampfhandlungen im Zweiten Weltkrieg beschädigt worden war, ließen ihn Josef und Josefine Schuster im Jahre 1948 wieder instand setzen.                                                          | BDA-Hist.: Q37733034 Status: § 2a Stand der BDA-Liste: 2025-06-30 Name: Bildstock GstNr.: 4126/4                                                                   |
| ja   | Datei hochladen | Schloss Niederleis HERIS-ID: 5453 Objekt-ID: 1321                    | Schloss 1 Standort KG: Niederleis                          | Schloss Niederleis, erbaut als mittelalterliche Wehranlage mit Wassergraben, wurde 1645 von den Schweden verwüstet und 1651 vom Stift Heiligenkreuz erworben und wiederhergestellt. Es verfügt über Arbeiten der Steinmetzmeister Ambrosius, Giorgio Regondi und Ambrosius Ferrethi. | BDA-Hist.: Q21875481 Status: Bescheid Stand der BDA-Liste: 2025-06-30 Name: Schloss Niederleis GstNr.: .1 Niederleis Schloss                                       |
| ja   | Datei hochladen | Friedhofsportal HERIS-ID: 89316 Objekt-ID: 103938                    | Hauptstraße 177 Standort KG: Niederleis                    | | BDA-Hist.: Q37733247 Status: § 2a Stand der BDA-Liste: 2025-06-30 Name: Friedhofsportal GstNr.: 5182                                                               |
| ja   | Datei hochladen | Steinerne Altarmensa HERIS-ID: 89309 Objekt-ID: 103930               | Kirchengasse 134, bei Standort KG: Niederleis              | Um den sogenannten „Oberleiser Altar“ vor dem Verfall zu retten, wurde dieser 1980 unweit der Pfarrkirche aufgestellt und am 1. November 1980 geweiht. | BDA-Hist.: Q37733008 Status: § 2a Stand der BDA-Liste: 2025-06-30 Name: Steinerne Altarmensa GstNr.: 4182/2                                                        |
| ja   | Datei hochladen | Bäckermarterl HERIS-ID: 89349 Objekt-ID: 103975                      | Standort KG: Niederleis                                    | Das Bäckermarterl wird zusammen mit dem Schuster-Marterl zu den ältesten Baudenkmälern in Niederleis gezählt. Es wurde in den 1980er-Jahren vom Niederleiser Verschönerungsverein renoviert. | BDA-Hist.: Q37736548 Status: § 2a Stand der BDA-Liste: 2025-06-30 Name: Bäckermarterl GstNr.: 5276                                                                 |
| ja   | Datei hochladen | Figurenbildstock hl. Johannes Nepomuk HERIS-ID: 5450 Objekt-ID: 1318 | Standort KG: Niederleis                                    | Diese Statue wurde 1730 errichtet. | BDA-Hist.: Q37833116 Status: § 2a Stand der BDA-Liste: 2025-06-30 Name: Figurenbildstock hl. Johannes Nepomuk GstNr.: 4182/2 Niederleis Statue of John of Nepomuk  |
| ja   | Datei hochladen | Kath. Pfarrkirche Mariae Himmelfahrt HERIS-ID: 5451 Objekt-ID: 1319  | neben Kirchengasse 133 Standort KG: Niederleis             | Die Pfarrkirche war bis 1809 als „Feldkirche“ oder „Maria im Felde“ bekannt. Die Feldkirche wurde 1810 nach einer Brandkatastrophe abgebrochen und von 1811 bis 1814 neu erbaut. | BDA-Hist.: Q37833153 Status: § 2a Stand der BDA-Liste: 2025-06-30 Name: Kath. Pfarrkirche Mariae Himmelfahrt GstNr.: .93 Pfarrkirche Maria Himmelfahrt, Niederleis |
| ja   | Datei hochladen | Cholerakapelle HERIS-ID: 5452 Objekt-ID: 1320                        | Standort KG: Niederleis                                    | Die Cholerakapelle wurde von Thomas Gradinger, dessen Familie 1866 von der Cholera verschont blieb, errichtete und am 13. Jänner 1870 von Pfarrer Ignaz Schuster geweiht. | BDA-Hist.: Q37833248 Status: § 2a Stand der BDA-Liste: 2025-06-30 Name: Cholerakapelle GstNr.: .222                                                                |
| ja   | Datei hochladen | Ortskapelle HERIS-ID: 89314 Objekt-ID: 103935                        | Laaer Straße 51, neben Standort KG: Nodendorf              | Die 1928 anstelle einer Holzkapelle errichtete Kapelle wurde am 16. September 1928 geweiht. | BDA-Hist.: Q37733108 Status: § 2a Stand der BDA-Liste: 2025-06-30 Name: Ortskapelle GstNr.: .97 Nodendorf Ortskapelle                                              |
| ja   | Datei hochladen | Bildstock HERIS-ID: 89342 Objekt-ID: 103968                          | Standort KG: Nodendorf                                     | Das Nodendorfer Gwendtkreuz wird in Grenzbeschreibungen von 1787 und 1823 erwähnt. Es befindet sich an der Kreuzung der ehemaligen Höhenstraße mit der sogenannten Wienerstraße. | BDA-Hist.: Q37735787 Status: § 2a Stand der BDA-Liste: 2025-06-30 Name: Bildstock GstNr.: 1009 Nodendorf Bildstock                                                 |